# Juan López de Uralde
Juan Antonio López de Uralde Garmendia (San Sebastián, 8 de septiembre de 1963) es un activista y político ecologista español, fundador y coordinador federal del partido Alianza Verde. Entre 2016 y 2023, fue diputado de Unidas Podemos en el Congreso por Álava.Entre 2001 y 2010 ejerció la dirección de Greenpeace España. 
Tras 10 años como director de Greenpeace España, en junio de 2011 fue uno de los fundadores de Equo, partido del que fue portavoz hasta 2018. En septiembre de 2019 abandonó este partido después de que este se marchara de la coalición Unidas Podemos y se integrara en Más País. En junio de 2021 creó el partido ecologista Alianza Verde dentro de la coalición Unidas Podemos.

## Activista y miembro deGreenpeace
Nació el 8 de septiembre de 1963. Implicado desde muy joven en iniciativas ambientalistas, en 1986 fue elegido secretario general de la Coordinadora de Organizaciones de Defensa Ambiental (CODA). Un año después, en 1987, ingresó en Greenpeace, y entre 2001 y 2010 fue su director en España. Así mismo entre 1991 y 2001, fue coordinador de la Campaña de Tóxicos de la organización a nivel internacional.
El 18 de diciembre de 2009 saltó al plano mediático al participar en un acto de protesta pacífica en el cual varios activistas de Greenpeace se infiltraron en la cena de gala de la cumbre de líderes mundiales celebrada durante la Cumbre de Copenhague desplegando una pancarta en la que se podía leer: "Los políticos hablan, los líderes actúan". López de Uralde declaró:

Tenemos solo 24 horas para sacar al mundo del caos climático. Mientras los líderes mundiales cenan, el destino de millones de personas e incontables especies están en la cuerda floja.

Trataban de evitar la falta de acuerdos vinculantes de la cumbre, que finalmente se produjo: tanto el Gobierno español, el Presidente del Consejo Europeo Van Rompuy y Greenpeace la calificaron de "fracaso". y la Presidencia Sueca de la UE de "desastre".
Por esta acción, López de Uralde fue retenido durante 19 días junto a otros dos activistas, levantando una ola de protestas pidiendo su liberación, siendo  puesto finalmente en libertad el 6 de enero de 2010.
El 22 de agosto de 2011, López de Uralde fue condenado por un tribunal danés, junto a otros once miembros de Greenpeace, a 14 días de prisión condicional por los delitos de allanamiento de morada, falsificación de documentos y suplantación de funcionario público, pena que se consideró cumplida por haber pasado ya 19 días de prisión preventiva.
Sucesor en Greenpeace: José David Sandoval Salvador.

## Cofundador de Equo
El 24 de septiembre de 2010 presentó el proyecto político que lidera, Equo, con el que proponía agrupar a su propio partido, Equo, con ICV, y controlar así al movimiento verde agrupado en un grassroot movement, la Coordinadora Verde, un movimiento de bases que había comenzado su itinerario después de un encuentro de activistas en junio del 2008.
En noviembre de 2010 publica El planeta de los estúpidos. Propuestas para salir del estercolero, un repaso autobiográfico de los problemas socioambientales y las propuestas verdes para afrontarlos.
El 4 de junio de 2011, aprovechando que la jornada siguiente sería el Día Mundial del Medio Ambiente, tuvo lugar un encuentro organizado por Equo en el que participaron más de 30 organizaciones políticas verdes y progresistas de todo el país. El manifiesto del 4 de junio recogía la voluntad de unión y acción de estas organizaciones. En una entrevista en el diario Público del mismo día, Juan López de Uralde manifestó que los ejes del partido serían la sostenibilidad, la equidad, la transparencia democrática y la defensa de los derechos humanos, y que "no puede haber una política en verde si no es muy social". También declaró que el partido elegiría a su candidato mediante primarias, apostaría por una reforma de la ley electoral que incluyera listas abiertas, consultaría a las bases sobre los pactos, utilizaría el referéndum y promovería la mejora de la iniciativa legislativa popular.
El 30 de junio de 2011 López de Uralde fue elegido por socios y simpatizantes, junto a Reyes Montiel, como coportavoz de Equo, máxima responsabilidad política de todo el partido.
Tras su Asamblea Constituyente del 8 y 9 de octubre de 2011 en Rivas-Vaciamadrid, Equo se conformó como partido político para presentarse a las siguientes elecciones generales. En dicha Asamblea, se acordó un programa electoral y resultó elegida una Comisión Gestora, que funcionaría hasta la celebración del I Congreso Constituyente (7 y 8 de julio de 2012).

### Elecciones generales de 2011
En las elecciones generales de 2011, el cabeza de lista fue Juan López de Uralde, elegido mediante elecciones primarias, abiertas tanto a afiliados como a simpatizantes, entre el 13 y el 15 de septiembre y a las que se presentaron un total de 26 candidatos.
Sin embargo, Equo no consiguió representación parlamentaria pese a ser la novena formación más votada con 216.748 votos (0,89% del total), siendo la circunscripción de Madrid la segunda en número de votos con un 1,92% (64.828 votos).

### I Congreso Equo
En el I Congreso Equo (7 y 8 de julio de 2012, Madrid) López de Uralde fue de nuevo elegido por afiliados y simpatizantes como miembro de la Comisión Federal, anteriormente denominada Comisión Gestora. El 12 de julio de 2012, la Comisión Federal eligió de entre sus miembros a los portavoces. López de Uralde y Reyes Montiel resultaron reelegidos.

## Diputado
En octubre de 2015 Equo alcanzó un acuerdo con Podemos por el que Uralde fue designado cabeza de lista de la candidatura de Podemos por la circunscripción de Álava para las elecciones generales de ese año.
Tras la celebración de dichas elecciones fue elegido diputado para la XI legislatura, cosechando además su candidatura el mejor resultado provincial en porcentaje para Podemos en todo el territorio nacional, un 27%.
El 13 de enero de 2016 se convirtió en diputado en el Congreso de los Diputados para la XI legislatura y revalidó la condición de diputado para la XII legislatura y la XIII legislatura, en todas ellas como representante de Equo dentro de la coalición Unidas Podemos.
Tras la consulta entre los militantes de Equo que aprobó la concurrencia del partido en las listas para las elecciones generales de noviembre de 2019 junto con Más País únicamente en circunscripciones electorales que repartan siete o más escaños (con un respaldo del 58,7 % frente a las opciones de hacerlo dentro de Unidas Podemos o en solitario), López de Uralde salió del partido junto a otros cuatro miembros de la Ejecutiva Federal del partido, calificando de "error" la decisión de Equo. Como independiente de Unidas Podemos fue elegido diputado para la XIV legislatura y anunció la creación de un partido ecologista dentro de la coalición de izquierdas.

## Cofundador de Alianza Verde
Tras un retraso causado por la pandemia de la COVID-19, en junio de 2021 Uralde cofundó el partido ecologista de izquierdas Alianza Verde y se convirtió en su coordinador federal. En el mismo momento de su creación esta formación política entró a formar parte de la coalición Unidas Podemos.

## Libros
- El planeta de los estúpidos. Propuestas para salir del estercolero (2010)